# 血管造影

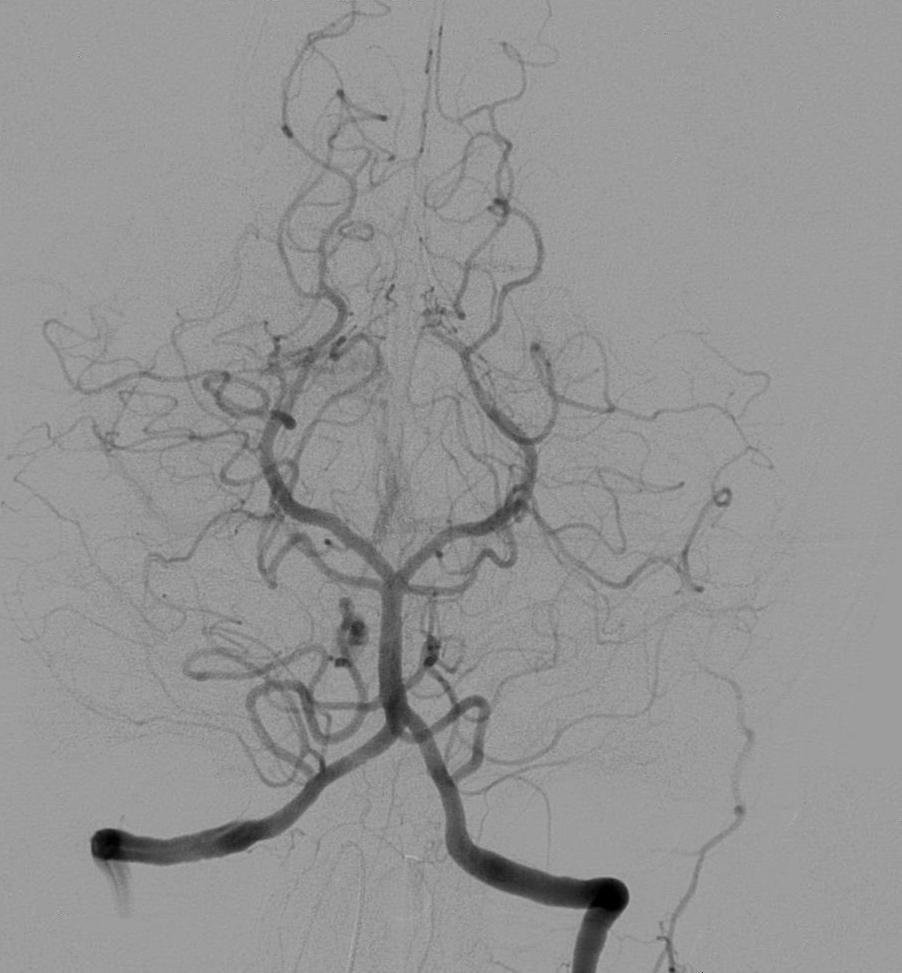
椎骨脳底の横断面血管造影図。椎骨動脈、脳底動脈、後大脳動脈などが見られる。

血管造影（けっかんぞうえい、英: angiogram）または血管造影法（けっかんぞうえいほう、英: angiography）は、生体器官（特に動脈、静脈、心腔など）の血管内部またはルーメンの状態を可視化する医用画像処理技術。一般に、体の大きな血管、たとえば足の付け根、肘、手首などの動脈からカテーテルという細い管を目的の臓器に誘導し、X線が透過しない造影剤（ヨード造影剤）を血管内に注入した後、蛍光透視法のようなX線を用いた画像処理を行う。血管や腫瘍などを詳しく検査する方法であると同時に、この手法を用いて治療を行うこともある。英語のAngiographyはギリシャ語の「angeion」（血管）と「graphein」（記述、記録）に由来する。日本では「アンギオ・グラフィー」もしくは単に「アンギオ」と呼ばれることもある。本来、血管造影はX線写真を意味していたが、現在ではCT血管造影や磁気共鳴血管造影などの新しい画像処理にも用いられる。

## 歴史
1927年、ポルトガルの神経科医エガス・モニスは、像の陰影で脳の腫瘍や動静脈奇形などの神経性の病気の原因を診断する方法として脳血管造影法を開発した。モニスは一般にこの分野でのパイオニアとして語られる。彼は1927年に最初の脳血管造影をリスボンで行った。続いてレイナルド・C・ドス・サントス（Reynaldo Cid dos Santos）という医師が同じくリスボンで1929年に初の大動脈造影を行った。1953年に新たなカテーテル挿入法としてセルジンガー法が確立されてからは、鋭利な針を血管内に残す必要がなくなったため、施術の安全性が格段に増した。

## Technique
造影の目的により、どの血管から造影剤を注入するかは異なる。心臓の左側や動脈系を見る場合には大腿動脈が最も頻繁に使われ、心臓の右側や静脈系を見る場合には内頸静脈や大腿静脈が使われる。血管にガイドワイヤーやカテーテルを挿入し、造影剤を注入する。X線を照射すると造影剤はX線を吸収して、そのままでは認識しづらい血管を影としてX線写真上に描き出す。X線画像は、蛍光増倍管や写真乾板上に静止画または動画として記録される。心臓を除く器官の画像は通常デジタル・サブトラクション・アンギオグラフィー法（DSA）で撮影される。この手法では、1秒間に２～３フレームの画像が撮影され、撮影技師は血流の状態を調べることができる。骨やその他の器官など余分な像を「差し引く（サブトラクション）」ことで、造影剤が注入された血管のみを高いコントラストで見ることが可能になる。心臓の場合はDSAを用いない15～30フレーム／秒の撮影技術が使われる。DSAでは患者を静止させる必要があるため、心臓の撮影には適用できない。
放射科医は心臓医にとってこれらの手法は、血流を妨げ、痛みの原因となる血管内の狭窄を発見するのに有効である。

## カラー(DSA)
カラー化によって血流量の動的な評価や、病状経過の比較、外科手術の計画、手術後の経過についてより多くの情報が得られる。

## 3D-DSA
三次元血管造影からは血管の立体映像が得られ、血管同士が体内で空間的にどのように配置しているのかが明らかになるため、外科手術の計画に役立つ。

## 使用例

### 冠動脈造影
血管造影法が用いられる最も一般的な例は、冠動脈中の血液の視覚化である。カテーテルと呼ばれる、細長い柔軟なチューブを使って、X線造影剤を見たい領域に導入する。カテーテルは前腕の動脈から挿入され、動脈をたどって冠動脈へと先端が導かれる。冠動脈中の血液に流れてゆく造影剤のX線画像により内腔のサイズがわかる。動脈硬化の有無、血管内壁の蓄積物についてまでは明確に知ることはできない。

### ミクロ血管造影
微細な血管を調べるために、ミクロ血管造影法が用いられる。

### 神経血管造影
神経血管造影は近年一般的になりつつある技法で、脳へ接続している動脈や静脈を視覚化するために用いられる。同時にコイルによる動脈瘤塞栓術、AVMに対する血管内塞栓術といった治療処置も可能である。

### 末梢血管造影
血管造影による検査は、下肢への血流不足により跛行や脚部の痙攣を起こしている患者、腎血管性高血圧症の原因となる腎動脈狭窄を持つ患者に対しても良く行われる。また、脳梗塞の診断と治療にも用いられる。これらの施術は大腿動脈を通して行われるのが常であるが、時に上腕動脈や腋窩動脈からカテーテルが挿入されることもある。狭窄が発見された場合、アテローム切除術により治療されることもある。

### その他
その他の血管造影の使用例としては、糖尿病網膜症や黄斑変性などの網膜血管障害の診断が挙げられる。

## 合併症

### 冠動脈造影
冠動脈造影は一般的な検査で、深刻な合併症は稀であるが、可能性としては不整脈、腎不全、血栓、低血圧、心嚢水貯留が起こりうる。軽度の合併症としては、造影剤が注入された部位での出血、痣、造影剤に対するアレルギー、稀なケースではカテーテルが挿入された場所から心臓までの間の血管損傷が挙げられる。

### 脳血管造影
脳血管造影脳血管造影においても重度の合併症は稀であるが、麻酔薬、造影剤、その他の医薬品に対するアレルギーや、脳梗塞、血管の損傷、閉塞、血栓症、塞栓のリスクが挙げられる。軽度の合併症としては、造影剤が注入された部位での出血、痣がありうる。遅発性出血も稀に起こりうる。